# Torneo Nacional de Ascenso 1994-95
La temporada 1994-95 del Torneo Nacional de Ascenso fue la tercera edición del torneo argentino de segundo nivel para equipos de baloncesto creado en 1992.
El campeón fue Luz y Fuerza de Posadas, que derrotó en la final a Mendoza de Regatas y obtuvo el ascenso directo. Por su parte, el equipo mendocino disputó un repechaje ante Deportivo Valle Inferior de Viedma por una plaza en la siguiente Liga Nacional, lugar que quedó en manos del equipo de Río Negro.

## Equipos participantes
| Club               | Procedencia                      | Estadio                        |
| Belgrano           | San Nicolás, Buenos Aires        |                                |
| Deportivo Madryn   | Puerto Madryn, Chubut            | Palacio Aurinegro              |
| Luz y Fuerza       | Posadas, Misiones                |                                |
| Libertad           | Sunchales, Provincia de Santa Fe |                                |
| SIDERCA            | Campana, Buenos Aires            |                                |
| Obras Sanitarias   | Ciudad de Buenos Aires           | Obras Sanitarias               |
| Mendoza de Regatas | Mendoza, Mendoza                 |                                |
| Alma Juniors       | Esperanza, Santa Fe              |                                |
| San Andrés         | Malaver, Buenos Aires            |                                |
| Sportivo Pilar     | Pilar, Buenos Aires              |                                |
| La Unión           | Colón, Entre Ríos                | Estadio Carlos Delasoie        |
| El Tala            | San Francisco, Córdoba           |                                |
| Echagüe            | Paraná, Entre Ríos               | Estadio Luis Butta             |
| Gimnasia y Esgrima | La Plata, Buenos Aires           | Polideportivo Víctor Nethol    |
| Estudiantes        | Olavarría, Buenos Aires          | Estadio Parque Carlos Guerrero |
| Ciclista Juninense | Junín, Buenos Aires              | Estadio Raúl "chuni" Merlo     |

## Desarrollo del torneo

### Primera Fase
| Equipo | Equipo                 | PJ | PG | PP | Pts |
| ------ | ---------------------- | -- | -- | -- | --- |
| 1.°    | La Unión (Colón)       | 14 | 10 | 4  | 24  |
| 2.°    | Luz y Fuerza (Posadas) | 14 | 10 | 4  | 23  |
| 3.°    | Mendoza de Regatas     | 14 | 9  | 5  | 23  |
| 4.°    | Alma Juniors           | 14 | 8  | 6  | 22  |
| 5.°    | Libertad               | 14 | 8  | 6  | 21  |
| 6.°    | Echagüe                | 14 | 6  | 8  | 20  |
| 7.°    | El Tala                | 14 | 4  | 10 | 18  |
| 8.°    | Belgrano (San Nicolás) | 14 | 1  | 13 | 15  |

| Equipo | Equipo                        | PJ | PG | PP | Pts |
| ------ | ----------------------------- | -- | -- | -- | --- |
| 1.°    | Obras Sanitarias              | 14 | 12 | 2  | 26  |
| 2.°    | SIDERCA                       | 14 | 11 | 3  | 25  |
| 3.°    | Sportivo Pilar                | 14 | 8  | 6  | 22  |
| 4.°    | Gimnasia y Esgrima (La Plata) | 14 | 7  | 7  | 21  |
| 5.°    | Estudiantes (Olavarría)       | 14 | 8  | 6  | 20  |
| 6.°    | Ciclista Juninense            | 14 | 5  | 9  | 19  |
| 7.°    | Deportivo San Andrés          | 14 | 4  | 10 | 18  |
| 8.°    | Deportivo Madryn              | 14 | 1  | 13 | 15  |

|  | Clasificado al TNA 1. |
|  | Clasificado al TNA 2. |

### Segunda Fase
| Equipos | Equipos                | A    | PJ | PG | PP | Pts  |
| ------- | ---------------------- | ---- | -- | -- | -- | ---- |
| 1.°     | Luz y Fuerza (Posadas) | 12.0 | 14 | 13 | 1  | 39.0 |
| 2.°     | Mendoza de Regatas     | 11.5 | 14 | 10 | 4  | 35.5 |
| 3.°     | La Unión (Colón)       | 12.0 | 14 | 9  | 5  | 35.0 |
| 4.°     | Obras Sanitarias       | 13.0 | 14 | 7  | 7  | 34.0 |
| 5.°     | Sportivo Pilar         | 11.0 | 14 | 6  | 8  | 31.0 |
| 6.°     | Gimnasia (LP)          | 10.5 | 14 | 6  | 8  | 30.5 |
| 7.°     | Alma Juniors           | 11.0 | 14 | 3  | 11 | 28.0 |
| 8.°     | SIDERCA                | 12.5 | 14 | 2  | 12 | 27.5 |

| Equipos | Equipos                 | A    | PJ | PG | PP | Pts  |
| ------- | ----------------------- | ---- | -- | -- | -- | ---- |
| 9.º     | Estudiantes (Olavarría) | 10.0 | 14 | 9  | 5  | 33.0 |
| 10.º    | Libertad                | 10.5 | 14 | 8  | 6  | 32.5 |
| 11.º    | Echagüe                 | 10.0 | 14 | 7  | 7  | 31.0 |
| 12.º    | El Tala                 | 9.0  | 14 | 7  | 7  | 30.0 |
| 13.º    | Deportivo San Andrés    | 9.0  | 14 | 6  | 8  | 29.0 |
| 14.º    | Belgrano (San Nicolás)  | 7.5  | 14 | 7  | 7  | 28.5 |
| 15.º    | Ciclista Juninense      | 9.5  | 14 | 5  | 9  | 28.5 |
| 16.º    | Deportivo Madryn        | 7.5  | 14 | 6  | 8  | 27.5 |

|  |                                               |
|  | Clasificados directamente a cuartos de final. |
|  | Clasificados a la reclasificación.            |
|  | Participan en la serie por la permanencia.    |

### Tercera fase; playo-ffs

#### Reclasificación
|  | Llave 1 |                |   |  |
|  |         |                |   |  |
|  | 5.°     | Sportivo Pilar | 3 |  |
|  | 5.°     | Sportivo Pilar | 3 |  |
|  | 12.°    | El Tala        | 0 |  |
|  | 12.°    | El Tala        | 0 |  |

|  | Llave 2 |               |   |  |
|  |         |               |   |  |
|  | 6.°     | Gimnasia (LP) | 3 |  |
|  | 6.°     | Gimnasia (LP) | 3 |  |
|  | 11.°    | Echagüe       | 2 |  |
|  | 11.°    | Echagüe       | 2 |  |

|  | Llave 3 |              |   |  |
|  |         |              |   |  |
|  | 7.°     | Alma Juniors | 1 |  |
|  | 7.°     | Alma Juniors | 1 |  |
|  | 10.°    | Libertad     | 3 |  |
|  | 10.°    | Libertad     | 3 |  |

|  | Llave 4 |                         |   |  |
|  |         |                         |   |  |
|  | 8.°     | SIDERCA                 | 1 |  |
|  | 8.°     | SIDERCA                 | 1 |  |
|  | 9.°     | Estudiantes (Olavarría) | 3 |  |
|  | 9.°     | Estudiantes (Olavarría) | 3 |  |

#### Permanencia
|  | Cuartos de final | Cuartos de final       | Cuartos de final   |                    |      | Semifinales            | Semifinales      | Semifinales |  |  | Descenso | Descenso | Descenso |  |
|  |                  |                        |                    |                    |      |                        |                  |             |  |  |          |          |          |  |
|  |                  |                        |                    |                    |      |                        |                  |             |  |  |          |          |          |  |
|  | 9.°              | El Tala                | 1                  |                    |      |                        |                  |             |  |  |          |          |          |  |
|  | 9.°              | El Tala                | 1                  |                    |      |                        |                  |             |  |  |          |          |          |  |
|  | 16.°             | Deportivo San Andrés   | 3                  |                    |      |                        |                  |             |  |  |          |          |          |  |
|  | 16.°             | Deportivo San Andrés   | 3                  |                    | 12.° | El Tala                | 3                |             |  |  |          |          |          |  |
|  |                  |                        |                    |                    | 12.° | El Tala                | 3                |             |  |  |          |          |          |  |
|  |                  |                        | 16.°               | Deportivo Madryn   | 1    |                        |                  |             |  |  |          |          |          |  |
|  | 12.°             | Echagüe                | 16.°               | Deportivo Madryn   | 1    | 3                      |                  |             |  |  |          |          |          |  |
|  | 12.°             | Echagüe                |                    |                    |      |                        |                  |             |  |  |          |          |          |  |
|  | 13.°             | Belgrano (San Nicolás) | 1                  |                    |      |                        |                  |             |  |  |          |          |          |  |
|  | 13.°             | Belgrano (San Nicolás) | 1                  |                    |      |                        | Deportivo Madryn |             |  |  |          |          |          |  |
|  |                  |                        |                    |                    |      |                        |                  |             |  |  |          |          |          |  |
|  |                  |                        | Ciclista Juninense |                    |      |                        |                  |             |  |  |          |          |          |  |
|  | 11.°             | SIDERCA                | 3                  |                    |      |                        |                  |             |  |  |          |          |          |  |
|  | 11.°             | SIDERCA                | 3                  |                    |      |                        |                  |             |  |  |          |          |          |  |
|  | 14.°             | Ciclista Juninense     | 0                  |                    |      |                        |                  |             |  |  |          |          |          |  |
|  | 14.°             | Ciclista Juninense     | 0                  |                    | 14.° | Belgrano (San Nicolás) | 3                |             |  |  |          |          |          |  |
|  |                  |                        |                    |                    | 14.° | Belgrano (San Nicolás) | 3                |             |  |  |          |          |          |  |
|  |                  |                        | 15.°               | Ciclista Juninense | 2    |                        |                  |             |  |  |          |          |          |  |
|  | 10.°             | Alma Juniors           | 15.°               | Ciclista Juninense | 2    | 3                      |                  |             |  |  |          |          |          |  |
|  | 10.°             | Alma Juniors           |                    |                    |      |                        |                  |             |  |  |          |          |          |  |
|  | 15.°             | Deportivo Madryn       | 0                  |                    |      |                        |                  |             |  |  |          |          |          |  |
|  | 15.°             | Deportivo Madryn       | 0                  |                    |      |                        |                  |             |  |  |          |          |          |  |
|  |                  |                        |                    |                    |      |                        |                  |             |  |  |          |          |          |  |

El resultado que figura en cada serie es la suma de los partidos ganados por cada equipo.
El equipo que figura primero en cada llave es el que obtuvo la ventaja de localía.
- Deportivo Madryn y Ciclista Juninense descienden a la Liga Nacional B.

#### Campeonato
|  | Cuartos de final | Cuartos de final        | Cuartos de final |                    |     | Semifinales            | Semifinales | Semifinales |  |     | Final                  | Final | Final |  |
|  |                  |                         |                  |                    |     |                        |             |             |  |     |                        |       |       |  |
|  |                  |                         |                  |                    |     |                        |             |             |  |     |                        |       |       |  |
|  | 1.°              | Luz y Fuerza (Posadas)  | 3                |                    |     |                        |             |             |  |     |                        |       |       |  |
|  | 1.°              | Luz y Fuerza (Posadas)  | 3                |                    |     |                        |             |             |  |     |                        |       |       |  |
|  | 8.°              | Libertad                | 0                |                    |     |                        |             |             |  |     |                        |       |       |  |
|  | 8.°              | Libertad                | 0                |                    | 1.° | Luz y Fuerza (Posadas) | 3           |             |  |     |                        |       |       |  |
|  |                  |                         |                  |                    | 1.° | Luz y Fuerza (Posadas) | 3           |             |  |     |                        |       |       |  |
|  |                  |                         | 5.°              | Obras Sanitarias   | 1   |                        |             |             |  |     |                        |       |       |  |
|  | 4.°              | Mendoza de Regatas      | 5.°              | Obras Sanitarias   | 1   | 3                      |             |             |  |     |                        |       |       |  |
|  | 4.°              | Mendoza de Regatas      |                  |                    |     |                        |             |             |  |     |                        |       |       |  |
|  | 5.°              | Estudiantes (Olavarría) | 0                |                    |     |                        |             |             |  |     |                        |       |       |  |
|  | 5.°              | Estudiantes (Olavarría) | 0                |                    |     |                        |             |             |  | 1.° | Luz y Fuerza (Posadas) | 3     |       |  |
|  |                  |                         |                  |                    |     |                        |             |             |  | 1.° | Luz y Fuerza (Posadas) | 3     |       |  |
|  |                  |                         | 6.°              | Mendoza de Regatas | 2   |                        |             |             |  |     |                        |       |       |  |
|  | 2.°              | La Unión (Colón)        | 6.°              | Mendoza de Regatas | 2   | 3                      |             |             |  |     |                        |       |       |  |
|  | 2.°              | La Unión (Colón)        |                  |                    |     |                        |             |             |  |     |                        |       |       |  |
|  | 7.°              | Gimnasia (LP)           | 2                |                    |     |                        |             |             |  |     |                        |       |       |  |
|  | 7.°              | Gimnasia (LP)           | 2                |                    | 6.° | Mendoza de Regatas     | 3           |             |  |     |                        |       |       |  |
|  |                  |                         |                  |                    | 6.° | Mendoza de Regatas     | 3           |             |  |     |                        |       |       |  |
|  |                  |                         | 7.°              | La Unión (Colón)   | 1   |                        |             |             |  |     |                        |       |       |  |
|  | 3.°              | Obras Sanitarias        | 7.°              | La Unión (Colón)   | 1   | 3                      |             |             |  |     |                        |       |       |  |
|  | 3.°              | Obras Sanitarias        |                  |                    |     |                        |             |             |  |     |                        |       |       |  |
|  | 6.°              | Sportivo Pilar          | 0                |                    |     |                        |             |             |  |     |                        |       |       |  |
|  | 6.°              | Sportivo Pilar          | 0                |                    |     |                        |             |             |  |     |                        |       |       |  |
|  |                  |                         |                  |                    |     |                        |             |             |  |     |                        |       |       |  |

El resultado que figura en cada serie es la suma de los partidos ganados por cada equipo.
El equipo que figura primero en cada llave es el que obtuvo la ventaja de localía.

##### Final por el ascenso
Referencia: Guía oficial 2015/16.
|           | Luz y Fuerza (Posadas) | 77–69 | Mendoza de Regatas |  |  |  |
|           |                        |       |                    |  |  |  |
|           |                        |       |                    |  |  |  |
| serie 1-0 |                        |       |                    |  |  |  |
|           |                        |       |                    |  |  |  |

|           | Luz y Fuerza (Posadas) | 89–96 | Mendoza de Regatas |  |  |  |
|           |                        |       |                    |  |  |  |
|           |                        |       |                    |  |  |  |
| serie 1-1 |                        |       |                    |  |  |  |
|           |                        |       |                    |  |  |  |

|           | Mendoza de Regatas | 106–97 | Luz y Fuerza (Posadas) |  |  |  |
|           |                    |        |                        |  |  |  |
|           |                    |        |                        |  |  |  |
| serie 2-1 |                    |        |                        |  |  |  |
|           |                    |        |                        |  |  |  |

|           | Mendoza de Regatas | 69–72 | Luz y Fuerza (Posadas) |  |  |  |
|           |                    |       |                        |  |  |  |
|           |                    |       |                        |  |  |  |
| serie 2-2 |                    |       |                        |  |  |  |
|           |                    |       |                        |  |  |  |

|           | Luz y Fuerza (Posadas) | 83–81 | Mendoza de Regatas |  |  |  |
|           |                        |       |                    |  |  |  |
|           |                        |       |                    |  |  |  |
| serie 3-2 |                        |       |                    |  |  |  |
|           |                        |       |                    |  |  |  |

## Posiciones finales
Referencia: Guía oficial 2015/16.
| Equipo | Equipo                      |
| ------ | --------------------------- |
| 1.°    | Luz y Fuerza (Posadas)      |
| 2.°    | Mendoza de Regatas          |
| 3.°    | La Unión (Colón)            |
| 4.°    | Obras Sanitarias            |
| 5.°    | Sportivo Pilar              |
| 6.°    | Gimnasia y Esgrima La Plata |
| 7.°    | Estudiantes (Olavarría)     |
| 8.°    | Libertad                    |
| 9.°    | Alma Juniors                |
| 10.°   | SIDERCA (Campana)           |
| 11.°   | Echagüe                     |
| 12.°   | San Andrés (Malaver)        |
| 13.°   | El Tala (San Francisco)     |
| 14.°   | Belgrano (San Nicolás)      |
| 15.°   | Ciclista Juninense          |
| 16.°   | Deportivo Madryn            |

|  | Ascenso a la Liga Nacional. |
|  | Descenso a la Liga "B".     |